# Atletica leggera ai Giochi della VIII Olimpiade - 200 metri piani
La competizione dei 200 metri piani di atletica leggera ai Giochi della VIII Olimpiade si tenne i giorni 8 e 9 luglio 1924 allo Stadio di Colombes a Parigi.

## L'eccellenza mondiale
| Primatisti mondiali | 21”2y  | W. Applegarth 1914 C. Paddock 1923 | Professionista Presente |
| Primato stag.le     | 21"2 = | Harry Evans 1924                   | Assente                 |

1. ↑  Tempo ottenuto sulla distanza delle 220 iarde.
2. ↑  Primato non omologabile.
3. ↑  Fino al 5 luglio.

Gli statunitensi qualificatisi ai Trials (220 yarde in rettilineo) sono nell'ordine: Jackson Scholz (21"0), Bayes Norton (21"2e), George Hill (21"3e) e Louis Clarke (21"4e). Clarke viene selezionato solo per la staffetta. Per la gara individuale viene ripescato Charles Paddock.

## La gara
Il miglior tempo nei turni eliminatori è 21"8, che si ripete ben sette volte tra Quarti e Semifinali.
In finale Paddock e Scholz partono bene e si ritrovano in testa alla fine della curva. Paddock prende un vantaggio di un piede, ma viene ripreso dal connazionale a 20 metri dal traguardo. Lo supera e vince con il nuovo record olimpico.

Dal gruppo emerge Liddell (quinto all'inizio del rettilineo), che giunge terzo distanziato di 2 metri.

## Risultati

### Turni eliminatori
| 17 Batterie        | 8 luglio | 64 partenti    | Si qualificano i primi 2. |
| 6 Quarti di finale | 8 luglio | 34 concorrenti | Si qualificano i primi 2. |
| 2 Semifinali       | 9 luglio | 6 + 6          | Si qualificano i primi 3. |
| Finale             | 9 luglio | 6 concorrenti  |                           |

### Batterie
| Pos. | Atleta                | Nazione          | Tempo |
| ---- | --------------------- | ---------------- | ----- |
| 1    | Howard Kinsman        | Sudafrica        | 21"8  |
| 2    | André Mourlon         | Francia          | 21"8  |
| 3    | Pietro Pastorino      | Italia           | 22"1  |
| 4    | James Hall            | India Britannica | 22"5  |
| 5    | José-María Larrabeiti | Spagna           | n/d   |

| Pos. | Atleta           | Nazione     | Tempo |
| ---- | ---------------- | ----------- | ----- |
| 1    | Bayes Norton     | Stati Uniti | 21"8  |
| 2    | Cyril Coaffee    | Canada      | n/d   |
| 3    | Carlos Garces    | Messico     | n/d   |
| 4    | Félix Mendizábal | Spagna      | n/d   |

| Pos. | Atleta           | Nazione       | Tempo |
| ---- | ---------------- | ------------- | ----- |
| 1    | Eric Liddell     | Gran Bretagna | 22"2  |
| 2    | Rudolf Rauch     | Austria       | n/d   |
| 3    | Joseph Hilger    | Lussemburgo   | n/d   |
| 4    | Herminio Ahumada | Messico       | n/d   |

| Pos. | Atleta             | Nazione       | Tempo |
| ---- | ------------------ | ------------- | ----- |
| 1    | Arthur Porritt     | Nuova Zelanda | 22"4  |
| 2    | Laurence Armstrong | Canada        | n/d   |
| 3    | Karl Borner        | Svizzera      | n/d   |
| 4    | Lauri Härö         | Finlandia     | n/d   |

| Pos. | Atleta          | Nazione     | Tempo |
| ---- | --------------- | ----------- | ----- |
| 1    | Harry Broos     | Paesi Bassi | 22"6  |
| 2    | George Dunston  | Sudafrica   | n/d   |
| 3    | Paul Hammer     | Lussemburgo | n/d   |
| 4    | Mogens Truelsen | Danimarca   | n/d   |
| 5    | Oto Seviško     | Lettonia    | n/d   |

| Pos. | Atleta         | Nazione          | Tempo |
| ---- | -------------- | ---------------- | ----- |
| 1    | Jackson Scholz | Stati Uniti      | 22"4  |
| 2    | George Hester  | Canada           | n/d   |
| 3    | Terence Pitt   | India Britannica | n/d   |
| 4    | Pierre Parrain | Francia          | n/d   |

| Pos. | Atleta       | Nazione     | Tempo |
| ---- | ------------ | ----------- | ----- |
| 1    | Edwin Carr   | Australia   | 22"6  |
| 2    | William Lowe | Irlanda     | n/d   |
| 3    | Jan de Vries | Paesi Bassi | n/d   |

| Pos. | Atleta                | Nazione          | Tempo |
| ---- | --------------------- | ---------------- | ----- |
| 1    | John McKechenneay     | Canada           | 23"2  |
| 2    | Roy Norman            | Australia        | n/d   |
| 3    | Alexandros Papafingos | Grecia           | n/d   |
| 4    | Alois Linka           | Cecoslovacchia   | n/d   |
| -    | Will Hildreth         | India Britannica | Rit.  |

| Pos. | Atleta         | Nazione       | Tempo |
| ---- | -------------- | ------------- | ----- |
| 1    | Wilfred Nichol | Gran Bretagna | 22"6  |
| 2    | Ferenc Gerő    | Ungheria      | n/d   |
| 3    | José Martínez  | Messico       | n/d   |

| Pos. | Atleta              | Nazione       | Tempo |
| ---- | ------------------- | ------------- | ----- |
| 1    | Harold Abrahams     | Gran Bretagna | 22"2  |
| 2    | Charley Paddock     | Stati Uniti   | 22"3  |
| 3    | Gentil dos Santos   | Portogallo    | 23"0  |
| 4    | Johannes van Kampen | Paesi Bassi   | 23"1  |
| 5    | Diego Ordóñez       | Spagna        | n/d   |

| Pos. | Atleta                  | Nazione    | Tempo |
| ---- | ----------------------- | ---------- | ----- |
| 1    | Paul Brochart           | Belgio     | 23"   |
| 2    | Konstantinos Pantelidis | Grecia     | n/d   |
| 3    | Stanko Perpar           | Jugoslavia | n/d   |

| Pos. | Atleta         | Nazione  | Tempo |
| ---- | -------------- | -------- | ----- |
| 1    | Lajos Kurunczy | Ungheria | 22"6  |
| 2    | Sasago Tani    | Giappone | n/d   |
| 3    | Gvido Jekals   | Lettonia | n/d   |

| Pos. | Atleta              | Nazione       | Tempo |
| ---- | ------------------- | ------------- | ----- |
| 1    | George Hill         | Stati Uniti   | 22"0  |
| 2    | Thomas Matthewman   | Gran Bretagna | n/d   |
| 3    | Álvaro Ribeiro      | Brasile       | n/d   |
| 4    | Aleksander Szenajch | Polonia       | n/d   |
| 5    | Mariano Aguilar     | Messico       | n/d   |

| Pos. | Atleta         | Nazione   | Tempo |
| ---- | -------------- | --------- | ----- |
| 1    | Joseph Jackson | Francia   | 22"8  |
| 2    | Félix Escobar  | Argentina | n/d   |
| 3    | Zygmunt Weiss  | Polonia   | n/d   |

| Pos. | Atleta              | Nazione     | Tempo |
| ---- | ------------------- | ----------- | ----- |
| 1    | Maurice Degrelle    | Francia     | 22"6  |
| 2    | Rinus van den Berge | Paesi Bassi | n/d   |
| 3    | David Nepomuceno    | Filippine   | n/d   |

| Pos. | Atleta           | Nazione | Tempo |
| ---- | ---------------- | ------- | ----- |
| 1    | Sean Lavan       | Irlanda | 23"2  |
| 2    | Juan Junqueras   | Spagna  | n/d   |
| 3    | Reinhold Kesküll | Estonia | n/d   |

| Pos. | Atleta         | Nazione  | Tempo |
| ---- | -------------- | -------- | ----- |
| 1    | Valéry Théard  | Haiti    | 23"6  |
| 2    | Johans Oja     | Lettonia | n/d   |
| 3    | Mohamed Burhan | Turchia  | n/d   |

### Quarti di finale
| Pos. | Atleta          | Nazione       | Tempo |
| ---- | --------------- | ------------- | ----- |
| 1    | Charley Paddock | Stati Uniti   | 22"2  |
| 2    | Wilfred Nichol  | Gran Bretagna | 22"6  |
| 3    | George Dunston  | Sudafrica     | n/d   |
| 4    | Johans Oja      | Lettonia      | n/d   |
| 5    | Rudolf Rauch    | Austria       | n/d   |

| Pos. | Atleta            | Nazione       | Tempo |
| ---- | ----------------- | ------------- | ----- |
| 1    | Edwin Carr        | Australia     | 21"8  |
| 2    | Eric Liddell      | Gran Bretagna | n/d   |
| 3    | Joseph Jackson    | Francia       | n/d   |
| 4    | Sean Lavan        | Irlanda       | n/d   |
| 5    | John McKechenneay | Canada        | n/d   |
| 6    | Juan Junqueras    | Spagna        | n/d   |

| Pos. | Atleta                  | Nazione     | Tempo |
| ---- | ----------------------- | ----------- | ----- |
| 1    | Jackson Scholz          | Stati Uniti | 21"8  |
| 2    | Cyril Coaffee           | Canada      | n/d   |
| 3    | Sasago Tani             | Giappone    | n/d   |
| 4    | Valéry Théard           | Haiti       | n/d   |
| 5    | Roy Norman              | Australia   | n/d   |
| 6    | Konstantinos Pantelidis | Grecia      | n/d   |

| Pos. | Atleta             | Nazione       | Tempo |
| ---- | ------------------ | ------------- | ----- |
| 1    | Harold Abrahams    | Gran Bretagna | 22"0  |
| 2    | Bayes Norton       | Stati Uniti   | 22"3  |
| 3    | Maurice Degrelle   | Francia       | 22"4  |
| 4    | Ferenc Gerő        | Ungheria      | 22"4  |
| 5    | Laurence Armstrong | Canada        | n/d   |
| 6    | Félix Escobar      | Argentina     | n/d   |

| Pos. | Atleta              | Nazione       | Tempo |
| ---- | ------------------- | ------------- | ----- |
| 1    | Arthur Porritt      | Nuova Zelanda | 22"0  |
| 2    | André Mourlon       | Francia       | 22"1  |
| 3    | Lajos Kurunczy      | Ungheria      | n/d   |
| 4    | Thomas Matthewman   | Gran Bretagna | n/d   |
| 5    | William Lowe        | Irlanda       | n/d   |
| 6    | Rinus van den Berge | Paesi Bassi   | n/d   |

| Pos. | Atleta         | Nazione     | Tempo |
| ---- | -------------- | ----------- | ----- |
| 1    | George Hill    | Stati Uniti | 21"8  |
| 2    | Howard Kinsman | Sudafrica   | n/d   |
| 3    | Paul Brochart  | Belgio      | n/d   |
| 4    | George Hester  | Canada      | n/d   |
| 5    | Harry Broos    | Paesi Bassi | n/d   |

### Semifinali
| Pos. | Atleta          | Nazione       | Tempo |
| ---- | --------------- | ------------- | ----- |
| 1    | Jackson Scholz  | Stati Uniti   | 21"8  |
| 2    | George Hill     | Stati Uniti   | 21"9  |
| 3    | Harold Abrahams | Gran Bretagna | 21"9  |
| 4    | Edwin Carr      | Australia     | 22"1  |
| 5    | Wilfred Nichol  | Gran Bretagna | 22"4  |
| 6    | Arthur Porritt  | Nuova Zelanda | 22"6  |

| Pos. | Atleta          | Nazione       | Tempo |
| ---- | --------------- | ------------- | ----- |
| 1    | Charley Paddock | Stati Uniti   | 21"8  |
| 2    | Eric Liddell    | Gran Bretagna | 21"8  |
| 3    | Bayes Norton    | Stati Uniti   | 22"1  |
| 4    | André Mourlon   | Francia       | 22"2  |
| 5    | Howard Kinsman  | Sudafrica     | 22"3  |
| 6    | Cyril Coaffee   | Canada        | 22"4  |

### Finale
È ufficializzato solo il tempo del primo classificato.
| Pos.    | Atleta          | Età | Nazione       | Tempo ufficiale | Tempo ufficioso |
| ------- | --------------- | --- | ------------- | --------------- | --------------- |
| Oro     | Jackson Scholz  | 27  | Stati Uniti   | 21"6            |                 |
| Argento | Charley Paddock | 24  | Stati Uniti   |                 | 21"7            |
| Bronzo  | Eric Liddell    | 22  | Gran Bretagna |                 | 21"9            |
| 4       | George Hill     | 23  | Stati Uniti   |                 | 22"0            |
| 5       | Bayes Norton    | 21  | Stati Uniti   |                 | 22"0            |
| 6       | Harold Abrahams | 25  | Gran Bretagna |                 | 22"3            |

I 200 metri sono l'unica distanza piana in cui l'oro non è appannaggio né dei britannici né dei finlandesi, veri dominatori sulla pista di Parigi.